# 考訥格拉特山脈

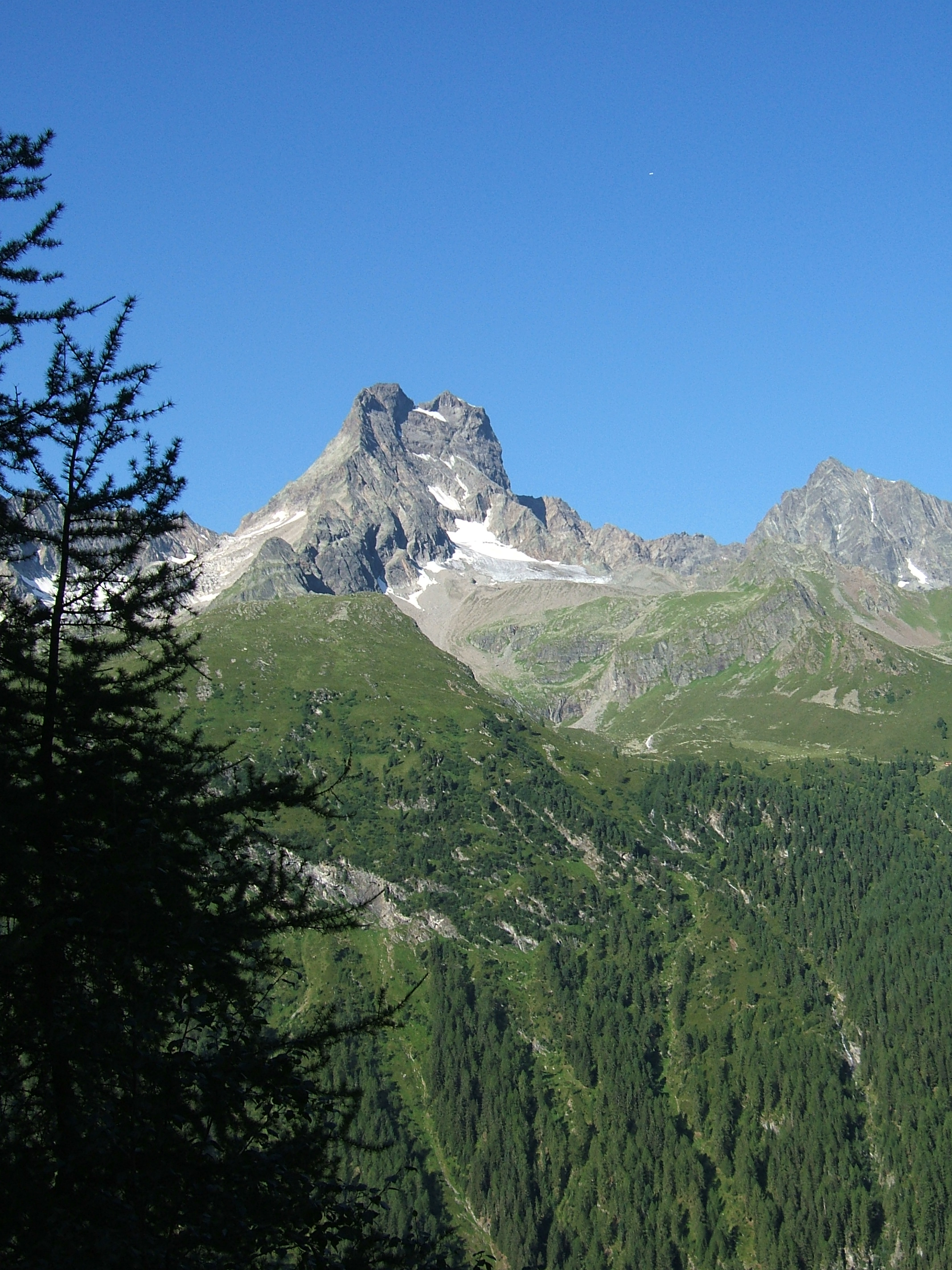

考訥格拉特山脈（德語：Kaunergrat），是奧地利的山脈，位於該國西部，由蒂羅爾州負責管轄，屬於奧茨塔爾阿爾卑斯山脈的一部分，全長30公里，最高點海拔高度3,532米的瓦策峰。